# Ötjärnen (Ölme socken, Värmland)
Ötjärnen är en sjö i Kristinehamns kommun i Värmland och ingår i Göta älvs huvudavrinningsområde.